# Драгоешти (Сучава)
Драгоешти (рум. Drăgoeşti) насеље је у Румунији у округу Сучава у општини Драгојешти. Oпштина се налази на надморској висини од 397 m.

## Становништво
Према подацима из 2011. године у насељу је живело 5288 становника.